# Линс (микрорегион)

Линс на карте.

Линс (порт. Microrregião de Lins) — микрорегион в Бразилии, входит в штат Сан-Паулу. Составная часть мезорегиона Бауру.
Население составляет 160 220 человек (на 2010 год). Площадь — 3874,751 км². Плотность населения — 41,35 чел./км².

## Демография
Согласно сведениям, собранным в ходе переписи 2010 г. Национальным институтом географии и статистики (IBGE), население микрорегиона составляет:						
| Полное население                             | Полное население                             | Полное население                             | Полное население                             | 160 220 |
| -------------------------------------------- | -------------------------------------------- | -------------------------------------------- | -------------------------------------------- | ------- |
| в том числе:                                 | Городское население                          | 146 650                                      | Процент городского населения, %              | 91,53   |
|                                              | Сельское население                           | 13 570                                       | Процент сельского населения, %               | 8,47    |
|                                              | Мужское население                            | 79 338                                       | Процент мужского населения, %                | 49,52   |
|                                              | Женское население                            | 80 882                                       | Процент женского населения, %                | 50,48   |
| Плотность населения, чел/км²                 | Плотность населения, чел/км²                 | Плотность населения, чел/км²                 | Плотность населения, чел/км²                 | 41,35   |
| Население микрорегиона в % к населению штата | Население микрорегиона в % к населению штата | Население микрорегиона в % к населению штата | Население микрорегиона в % к населению штата | 0,39    |

## Статистика
- Валовой внутренний продукт на 2003 составляет 1 844 353 656,00 реалов (данные: Бразильский институт географии и статистики).
- Валовой внутренний продукт на душу населения на 2003 составляет 12 081,70 реалов (данные: Бразильский институт географии и статистики).
- Индекс развития человеческого потенциала на 2000 составляет 0,808 (данные: Программа развития ООН).

## Состав микрорегиона
В составе микрорегиона включены следующие муниципалитеты:
1. Кафеландия
2. Жетулина
3. Гуаимбе
4. Гуайсара
5. Жулиу-Мескита
6. Линс
7. Промисан
8. Сабину